# Уаттара, Кассум
Кассу́м Уаттара́ (фр. Kassoum Ouattara; родился 14 октября 2004, Париж, Франция) — французский футболист, левый защитник клуба «Монако».

## Клубная карьера
Воспитанник команд «Иври» и «Монруж», в 2020 году Уаттара попал в академию «Амьена». 20 августа 2022 года дебютировал за основную команду клуба, выйдя на замену в матче Лиги 2 против «Бастии».
1 ноября 2023 года клуб «Монако» объявил о трансфере Кассума и подписании с ним контракта до 30 июня 2028 года. Спустя 4 дня Уаттара дебютировал за новую команду, выйдя на замену в матче Лиги 1 против «Бреста».

## Карьера в сборной
Уаттара выступал за сборные Франции до 18, до 19 и до 20 лет.